# Carlos Garcia Ambrosiani
Carlos Wilhelm Garcia Ambrosiani, född 17 januari 1993 i Stockholm, är en svensk före detta fotbollsspelare.

## Klubbkarriär

### Tidiga år
Garcia Ambrosiani är född i Stockholm av en svensk mor och en nicaraguansk far. Han började spela fotboll i Ängby IF som femåring. Som åttaåring gick Garcia Ambrosiani till Brommapojkarna och som 13-åring gick han vidare till Djurgårdens IF. Under 2009 tränade Garcia Ambrosiani med Djurgårdens A-lag, men han fick dock inte spela några matcher.

### Juventus och Perugia
Den 22 januari 2010 gick Garcia Ambrosiani till italienska Juventus. Det blev inget spel i A-laget under hans tid i klubben.
Den 21 augusti 2012 lånades Garcia Ambrosiani ut till Perugia på ett låneavtal över säsongen 2012/2013. Han debuterade i Lega Pro Prima Divisione den 18 november 2012 i en 2–2-match mot Frosinone, där han blev inbytt i den 77:e minuten mot Bruno Martella. Totalt spelade Garcia Ambrosiani fem matcher för klubben.

### Parma och utlåningar
I september 2013 skrev Garcia Ambrosiani på ett tvåårskontrakt med italienska Parma. Han lånades direkt ut till danska 1. division-klubben Brønshøj BK för resten av året. Garcia Ambrosiani debuterade den 2 november 2013 i en 2–1-förlust mot Hobro IK. Han spelade även en match mot AC Horsens (2–1-förlust). Totalt spelade Garcia Ambrosiani endast två matcher under sin tid i Danmark.
Den 26 februari 2014 lånades Garcia Ambrosiani ut till Jönköpings Södra på ett låneavtal över säsongen 2014. Garcia Ambrosiani debuterade i Superettan den 3 maj 2014 i en 1–0-vinst över Husqvarna FF, där han blev inbytt i den 92:a minuten mot Tommy Thelin. Totalt spelade Garcia Ambrosiani 13 ligamatcher och gjorde ett mål säsongen 2014. Målet gjorde han den 24 maj 2014 i en 6–2-vinst över Landskrona BoIS. Garcia Ambrosiani spelade även en match i Svenska cupen mot Värmdö IF (2–0-vinst).

### Huddinge IF
I juli 2015 skrev Garcia Ambrosiani på för division 1-klubben Huddinge IF. Han debuterade den 5 augusti 2015 i en Svenska cupen-match mot Boo FF. Garcia Ambrosiani gjorde sin seriedebut den 15 augusti 2015 i en 2–1-förlust mot BK Forward. Totalt spelade han 12 matcher för klubben i Division 1 Norra 2015.

### IK Brage
Den 23 december 2015 värvades Garcia Ambrosiani av IK Brage, där han skrev på ett tvåårskontrakt. Garcia Ambrosiani debuterade den 17 april 2016 i en 2–0-vinst över IK Sleipner. Han spelade totalt 23 ligamatcher och gjorde två mål säsongen 2016. Målen gjorde han den 29 maj 2016 i en 2–1-förlust mot Piteå IF samt den 16 juli 2016 i en 3–1-förlust mot Brommapojkarna. Garcia Ambrosiani spelade under säsongen även en match i Svenska cupen mot Sandvikens IF (3–0-förlust).
Säsongen 2017 spelade Garcia Ambrosiani 25 ligamatcher och gjorde ett mål. Målet gjorde han den 7 maj 2017 i en 3–2-vinst över Sollentuna FK. IK Brage slutade på första plats i Division 1 Norra och blev uppflyttade till Superettan 2018. Under säsongen spelade han även en Svenska cupen-match mot Sandvikens IF (1–0-vinst).
Den 17 januari 2018 förlängde Garcia Ambrosiani sitt kontrakt med två år. Den 17 december 2019 förlängde han återigen sitt kontrakt med två år. Efter säsongen 2020 meddelade Garcia Ambrosiani att han avslutade sin fotbollskarriär.

## Landslagskarriär
Garcia Ambrosiani debuterade för Sveriges U17-landslag den 26 augusti 2008 i en 6–2-vinst över Finland. Totalt spelade han 18 matcher för U17-landslaget. Han spelade även 11 matcher för U19-landslaget.

## Karriärstatistik
| Klubb                  | Säsong             | Liga                     | Liga    | Liga | Svenska cupen | Svenska cupen | Övrigt  | Övrigt | Totalt  | Totalt |
| Klubb                  | Säsong             | Division                 | Matcher | Mål  | Matcher       | Mål           | Matcher | Mål    | Matcher | Mål    |
| ---------------------- | ------------------ | ------------------------ | ------- | ---- | ------------- | ------------- | ------- | ------ | ------- | ------ |
| Juventus               | 2012/2013          | Serie A                  | 0       | 0    | —             | —             | —       | —      | 0       | 0      |
| Perugia (lån)          | 2012/2013          | Lega Pro Prima Divisione | 5       | 0    | —             | —             | —       | —      | 5       | 0      |
| Parma                  | 2013/2014          | Serie A                  | 0       | 0    | —             | —             | —       | —      | 0       | 0      |
| Parma                  | 2014/2015          | Serie A                  | 0       | 0    | —             | —             | —       | —      | 0       | 0      |
| Parma                  | Totalt             | Totalt                   | 0       | 0    | —             | —             | —       | —      | 0       | 0      |
| Brønshøj (lån)         | 2013/2014          | 1. division              | 2       | 0    | —             | —             | —       | —      | 2       | 0      |
| Jönköpings Södra (lån) | 2014               | Superettan               | 13      | 1    | 1             | 0             | —       | —      | 14      | 1      |
| Huddinge IF            | 2015               | Division 1 Norra         | 12      | 0    | 1             | 0             | —       | —      | 13      | 0      |
| IK Brage               | 2016               | Division 1 Norra         | 23      | 2    | 1             | 0             | —       | —      | 24      | 2      |
| IK Brage               | 2017               | Division 1 Norra         | 25      | 1    | 1             | 0             | —       | —      | 26      | 1      |
| IK Brage               | 2018               | Superettan               | 15      | 0    | 1             | 0             | —       | —      | 16      | 0      |
| IK Brage               | 2019               | Superettan               | 21      | 0    | 2             | 0             | 2       | 0      | 25      | 0      |
| IK Brage               | 2020               | Superettan               | 13      | 0    | 1             | 0             | —       | —      | 14      | 0      |
| IK Brage               | Totalt             | Totalt                   | 97      | 3    | 6             | 0             | 2       | 0      | 105     | 3      |
| Totalt i karriären     | Totalt i karriären | Totalt i karriären       | 129     | 4    | 8             | 0             | 2       | 0      | 139     | 4      |

1. ↑  Uppflyttningskvalmatcher mot Kalmar FF.[36][37]